# Regius Professor of Engineering (Cambridge)
Der Regius Professor of Engineering ist eine 2011 durch Elisabeth II. gestiftete Regius Professur für Ingenieurwissenschaften. Anlass für die Stiftung war das Ende der 34-jährigen Amtszeit ihres Ehemanns Philip als Kanzler der University of Cambridge. Neben dieser Regius Professur gibt es drei weitere Professuren für Ingenieurwissenschaften
- den Regius Professor of Engineering (Edinburgh),
- den Regius Professor of Engineering (Imperial College) und
- den Regius Professor of Civil Engineering and Mechanics (Glasgow).

## Geschichte der Professur
Die Stiftung soll außergewöhnlichen Wissenschaftlern die Möglichkeit bieten, das Department of Engineering in ein weltweit führendes Forschungszentrum zu entwickeln, in dem die globalen Herausforderungen adressiert werden. Hierzu zählen nachhaltige Energielösungen, die Städte der Zukunft bauen, Risiken begegnen und die Innovation zu fördern. Die Wahl des ersten Professors fiel auf David MacKay, da dieser sich schon eine Reputation im Bereich nachhaltiger Energiewirtschaft erworben hatte.

## Zugrundeliegender Lehrstuhl

### Professors of Mechanism and Applied Mechanics
| Name                  | Namenszusatz                                          | von  | bis  | Anmerkung                                                            |
| --------------------- | ----------------------------------------------------- | ---- | ---- | -------------------------------------------------------------------- |
| James Stuart          |                                                       | 1875 |      |                                                                      |
| James Alfred Ewing    | Esq., C.B., F.R.S.                                    | 1890 |      |                                                                      |
| Bertram Hopkinson     | F.R.S.                                                | 1903 |      |                                                                      |
| Charles Edward Inglis | Esq., O.B.E., LL.D., M.Inst.C.E., M.Inst.M.E., F.R.S. | 1919 | 1934 | 1934, während der Amtszeit von Inglis wurde die Professur umbenannt. |

### Professors of Mechanical Science
| Name                  | Namenszusatz                       | von  | bis  | Anmerkung |
| --------------------- | ---------------------------------- | ---- | ---- | --- |
| Charles Edward Inglis |                                    | 1934 | 1943 | Inglis hielt die Professur unter schon seit 1919 als Professor of Mechanism and Applied Mechanics. 1945 wurde Inglis geadelt. |
| John Fleetwood Baker  | O.B.E., F.R.S., M.A., Sc.D., D.Sc. | 1943 |      | 1977 wurde Baker zum Baron geadelt, Baron Baker of Windrush.                                                                  |

### Professors of Engineering
| Name                     | Namenszusatz               | von  | bis  | Anmerkung                                                                                            |
| ------------------------ | -------------------------- | ---- | ---- | --- |
| Arnold Hugh William Beck |                            | 1966 | 1970 | |
| Peter McGregor Ross      |                            | 1970 | 1974 | |
| David Edward Newland     | Sc.D., F.Eng., F.I.Mech.E. | 1976 | 2003 | Newland erreichte weltweite Bekanntheit für seine Forschungen zur Vibration von technischen Anlagen. |
| Daniel Mark Wolpert      | F.R.S., FMedSci            | 2005 | 2013 | |

## Regius Professor of Engineering
| Name                      | Namenszusatz         | von           | bis  | Anmerkung |
| ------------------------- | -------------------- | ------------- | ---- | --- |
| David John Cameron MacKay | F.R.S., FInstP, FICE | 2012          | 2016 | MacKay erlag am 14. April 2016 einem Krebsleiden. |
| vakant                    |                      | 2016          |      | |
| Steven Barrett            |                      | 01. Juni 2024 |      | Nach einem Studium und seinem PhD am Pembroke College dozierte Barrett von 2008 bis 2010 in Cambridge. Er wechselte an das Massachusetts Institute of Technology (MIT), wo er bis zur Leitung des Department of Aeronautics and Astronautics (AeroAstro) aufstieg. Seine Forschungsinteressen kreisen um klimafreundliche Flugtechnik, beispielsweise die Elimination von Kondensstreifen. |